# Liste des unités des forces françaises libres
Les forces françaises libres ont été organisées en plusieurs unités militaires.

## Brigades et divisions
| Nom de l'unité                      | Date de début | Date de fin   | |
| ----------------------------------- | ------------- | ------------- | --- |
| Colonne Leclerc                     | décembre 1940 | mai 1943      | Force L à partir de mars 1943. Devient 2e division française libre en mai 1943, puis 2e division blindée en août. |
| Brigade française d'Orient          | janvier 1941  | avril 1941    | |
| 1re division légère française libre | avril 1941    | décembre 1941 | Se dédouble en août 1941, formant la 2e division légère.                                                          |
| 2e division légère française libre  | août 1941     | décembre 1941 | |
| 1re brigade française libre         | mars 1942     | février 1943  | Ex-1re division légère. Continue d'exister comme 1re brigade de la 1re DFL jusqu'en 1945.                         |
| 2e brigade française libre          | mars 1942     | février 1943  | Ex-2e division légère. Continue d'exister comme 2e brigade de la 1re DFL jusqu'en 1945.                           |
| 3e brigade française libre          | mai 1942      | avril 1946    | |
| 1re division française libre        | février 1943  | août 1945     | Formée par réunion des 1re et 2e BFL. Devient officiellement 1re division motorisée d'infanterie en août 1943.    |
| 1re brigade de marche du Tchad      | début 1943    | août 1943     | Fusionnent en août 1943 pour former la brigade mixte d'Afrique française libre.                                   |
| 2e brigade de marche du Cameroun    | début 1943    | août 1943     | Fusionnent en août 1943 pour former la brigade mixte d'Afrique française libre.                                   |

## Demi-brigades, régiments, bataillons et compagnies
| Nom courant                                           | Noms utilisés                                                                    | Remarque | Campagnes |
| ----------------------------------------------------- | -------------------------------------------------------------------------------- | --- | --- |
| 13e demi-brigade de Légion étrangère (1940-)          | 14e demi-brigade de Légion étrangère (1940)                                      | Constituée des 1er, 2e et 3e bataillons de Légion étrangère (nombre variable selon la date).                                                                                                | - Bataille de Dakar                                                                                                 |
| 13e demi-brigade de Légion étrangère (1940-)          | 13e demi-brigade de Légion étrangère (1940-1945)                                 | Constituée des 1er, 2e et 3e bataillons de Légion étrangère (nombre variable selon la date).                                                                                                | - Campagne du Gabon - Campagne d'Érythrée - Campagne de Syrie - Guerre du Désert (Bir Hakeim) - Campagne de Tunisie |
| Bataillon de chasseurs de Camberley (1940)            | Bataillon de volontaires français (1940)                                         | | aucune |
| Bataillon de chasseurs de Camberley (1940)            | Bataillon de chasseurs de Camberley (1940)                                       | | aucune |
| 1re compagnie de chars de la France libre (1940-1943) | ou 1re compagnie autonome de chars de combat (1940-1943)                         | Forme 501e régiment de chars de combat en août 1943. | - Campagne du Gabon - Campagne de Syrie - Guerre du Désert - Campagne de Tunisie                                    |
| 1re compagnie de chars de la France libre (1940-1943) | ou 501e compagnie de chars de combat (1942-1943)                                 | Forme 501e régiment de chars de combat en août 1943. | - Campagne du Gabon - Campagne de Syrie - Guerre du Désert - Campagne de Tunisie                                    |
| 2e compagnie de chars de la France libre (1940-1943)  | 2e compagnie de chars de la France libre (1940-1942)                             | | aucune |
| 2e compagnie de chars de la France libre (1940-1943)  | ou compagnie de chars du régiment de tirailleurs sénégalais du Tchad (1942-1943) | | aucune |
| 2e compagnie de chars de la France libre (1940-1943)  | 2e compagnie de chars de la France libre (1943)                                  | Forme le 501e régiment de chars de combat en août 1943. | aucune |
| 3e compagnie de chars de la France libre (1943)       | Escadron mixte de la France libre (1940-1943)                                    | Issu du Bataillon de chasseurs de Camberley | - Raid de Bayonne                                                                                                   |
| 3e compagnie de chars de la France libre (1943)       | 3e compagnie de chars de la France libre (1943)                                  | Forme le 501e régiment de chars de combat en août 1943. | aucune |
| 1er bataillon de fusiliers marins (1940-1943)         | ou bataillon de fusiliers marins (1940-1941)                                     | Devient une unité antiaérienne début 1941. Devient 1er régiment de fusiliers marins en septembre 1943.                                                                                      | - Bataille de Dakar - Campagne de Syrie - Guerre du Désert (Bir Hakeim) - Campagne de Tunisie                       |
| 2e bataillon de fusiliers marins (1940-1943)          | 2e bataillon de fusiliers marins (1940-1943)                                     | | aucune |
| 3e bataillon de fusiliers marins (1941-1942)          | 3e bataillon de fusiliers marins (1941-1942)                                     | | aucune |
| Compagnie de fusiliers marins commandos (1942-1946)   | dit « commandos Kieffer »                                                        | Devient 1er bataillon de fusiliers marins commandos en novembre 1944 | aucune avant mai 1943                                                                                               |
| 1re compagnie d'infanterie de l'air (1940-1943)       | 1re compagnie d'infanterie de l'air (1940-1941)                                  | | aucune |
| 1re compagnie d'infanterie de l'air (1940-1943)       | 1re compagnie parachutiste (1941)                                                | | aucune |
| 1re compagnie d'infanterie de l'air (1940-1943)       | Peloton parachutiste du Levant (1941)                                            | | aucune |
| 1re compagnie d'infanterie de l'air (1940-1943)       | 1re compagnie de chasseurs parachutistes (1941)                                  | | aucune |
| 1re compagnie d'infanterie de l'air (1940-1943)       | French Squadron, Special Air Service (1942-1943)                                 | Intégré au Special Air Service. Devient 1er bataillon d'infanterie de l'air en juillet 1943.                                                                                                | - Bataille de Crète - Guerre du Désert - Campagne de Tunisie                                                        |
| 1er bataillon d'infanterie de l'air (1943-1944)       | 1er bataillon d'infanterie de l'air (1943-1944)                                  | Intégré au Special Air Service. Devient 4e bataillon d'infanterie de l'air en novembre 1943, puis 2e régiment de chasseurs parachutistes (4th Regiment, Spécial Air Service) en avril 1944. | aucune avant août 1943                                                                                              |
| 3e bataillon d'infanterie de l'air (1943-1944)        | 3e bataillon d'infanterie de l'air (1943-1944)                                   | Devient 3e régiment de chasseurs parachutistes (3rd Regiment, Spécial Air Service) en avril 1944.                                                                                           | aucune avant août 1943                                                                                              |
| 1er bataillon d'infanterie de marine (1940-1942)      | ou Bataillon d'infanterie de marine                                              | Fusionne en juin 1942 avec le bataillon du Pacifique pour former le bataillon d'infanterie de marine et du Pacifique.                                                                       | - Guerre du Désert (Bir Hakeim) - Campagne d'Érythrée - Campagne de Syrie                                           |
| Bataillon du Pacifique (1940-1942)                    | Bataillon du Pacifique (1940-1942)                                               | Fusionne en juin 1942 avec le 1er bataillon d'infanterie de marine pour former le bataillon d'infanterie de marine et du Pacifique.                                                         | - Guerre du Désert (Bir Hakeim) - Campagne de Syrie                                                                 |
| 1er régiment de marche de spahis marocains (1940-)    | Escadron de spahis marocains ou 1er escadron de spahis marocains (1940-1941)     | | - Campagne d'Érythrée - Campagne de Syrie                                                                           |
| 1er régiment de marche de spahis marocains (1940-)    | Groupe de reconnaissance de corps d'armée (1941-1942)                            | | - Guerre du Désert                                                                                                  |
| 1er régiment de marche de spahis marocains (1940-)    | 1er régiment de marche de spahis marocains (1942-1943)                           | D'août à septembre 1942, le 1er RMSM et la 1re CAFFL forment les groupes de reconnaissance no 1 et no 2 de la Free French Flying Column                                                     | - Guerre du Désert - Campagne de Tunisie                                                                            |
| Régiment de tirailleurs sénégalais du Tchad (1940-)   | Régiment de tirailleurs sénégalais du Tchad (1940-)                              | Les éléments européens rejoignent le régiment de marche du Tchad en juillet 1943. | - Bataille de Koufra - Première campagne du Fezzan - Seconde campagne du Fezzan - Campagne de Tunisie               |
| 1er régiment de tirailleurs du Cameroun               | ou régiment de tirailleurs du Cameroun                                           | | - Campagne du Gabon                                                                                                 |
| Bataillon de marche no 1 (1940-1943)                  | Renfort no 4 (1940)                                                              | | - Ralliement du Congo                                                                                               |
| Bataillon de marche no 1 (1940-1943)                  | ou bataillon de marche de l'Afrique équatoriale française (1940)                 | - Campagne du Gabon - Campagne de Syrie - Seconde campagne du Fezzan | |
| Bataillon de marche no 2 (1940-1945)                  | ou bataillon de marche de l'Oubangui-Chari (1940)                                | | - Campagne de Syrie - Guerre du Désert (Bir Hakeim)                                                                 |
| Bataillon de marche no 3 (1940-1943)                  | ou bataillon de marche du Tchad (1940)                                           | | - Campagne d'Érythrée - Campagne de Syrie - Guerre du Désert                                                        |
| Bataillon de marche no 4 (1941-1945)                  | Bataillon de marche no 4 (1941-1945)                                             | | - Campagne de Syrie - Bataille de Gondar - Campagne de Tunisie                                                      |
| Bataillon de marche no 5 (1941-1945)                  | Bataillon de marche no 5 (1941-1945)                                             | | - Guerre du Désert - Campagne de Tunisie                                                                            |
| Bataillon de marche no 6 (1941-1945)                  | Bataillon de marche no 6 (1941-1945)                                             | | aucune |
| Bataillon de marche no 7 (1941-1945)                  | Bataillon de marche no 7 (1941-1945)                                             | | aucune |
| Bataillon de marche no 8 (1942-1943)                  | Bataillon de marche no 8 (1942-1943)                                             | | aucune |
| Bataillon de marche no 9 (1943-1945)                  | Bataillon de marche no 9 (1943-1945)                                             | | aucune |
| Bataillon de marche no 10 (1943-1945)                 | Bataillon de marche no 10 (1943-1945)                                            | | aucune |
| Bataillon de marche no 11 (1941-1945)                 | Bataillon de marche no 11 (1941-1945)                                            | | - Guerre du Désert                                                                                                  |
| Bataillon de marche no 12 (1943-1944)                 | ou bataillon de marche du Kanem (1943-1944)                                      | | aucune avant mai 1943                                                                                               |
| Bataillon de marche no 13 (1943-1944)                 | Bataillon de marche no 13 (1943)                                                 | | aucune |
| Bataillon de marche no 13 (1943-1944)                 | Bataillon d'artillerie no 13 (1943-1944)                                         | Devient groupe de transport no 512 en septembre 1944 | aucune avant mai 1943                                                                                               |
| Bataillon de marche no 14 (1943-1945)                 | Bataillon de marche no 14 (1943-1945)                                            | | aucune avant mai 1943                                                                                               |
| Bataillon de marche no 15 (1941-1945)                 | Bataillon de marche no 15 (1941-1945)                                            | | aucune avant mai 1943                                                                                               |
| Bataillon de marche no 21 (1942-1945)                 | Bataillon de tirailleurs sénégalais no 1 (1942-1943)                             | | aucune avant mai 1943                                                                                               |
| Bataillon de marche no 21 (1942-1945)                 | Bataillon de marche no 21 (1943-1945)                                            | | aucune avant mai 1943                                                                                               |
| Bataillon de marche no 22 (1943)                      | Bataillon de marche no 22 (1943)                                                 | | aucune |
| Bataillon de marche no 24 (1943-1945-1945)            | Bataillon de marche no 24 (1943-1945-1945)                                       | | aucune avant mai 1943                                                                                               |
| Bataillon de marche somali (1941-1945)                | Détachement somali des forces françaises libres (1941-1942)                      | | aucune avant mai 1943                                                                                               |
| Bataillon de marche somali (1941-1945)                | Bataillon de marche somali (1942-1945)                                           | | aucune avant mai 1943                                                                                               |
| Corps de méharistes français libres (1941-1942)       | Corps de méharistes français libres (1941-1942)                                  | | - patrouilles en Afrique de l'Est                                                                                   |
| Bataillon du point d'appui (1940-1943)                | Bataillon du point d'appui (1940-1943)                                           | | - Campagne du Gabon                                                                                                 |
| Bataillon du Pool (1940-1943)                         | Bataillon du Pool (1940-1943)                                                    | | - Campagne du Gabon                                                                                                 |
| Bataillon de tirailleurs du Gabon (1940-1945)         | Bataillon de tirailleurs du Gabon (1940-1945)                                    | Seule une compagnie se rallie à la France libre avant la fin de la campagne du Gabon de novembre 1940.                                                                                      | - Campagne du Gabon                                                                                                 |
| Compagnie portée du Cameroun (1941-1943)              | Compagnie de découverte et de combat du Cameroun (1941-1942)                     | | |
| Compagnie portée du Cameroun (1941-1943)              | Compagnie portée du Cameroun (1942-1943)                                         | Intégrée à la colonne Leclerc. | - Seconde campagne du Fezzan                                                                                        |
| Compagnie portée du Cameroun (1941-1943)              | Batterie antichar no 31 (1943)                                                   | Devient la compagnie antichar no 5 en juin 1943. | - Campagne de Tunisie                                                                                               |
| Légion du Cameroun (1940-1941)                        | Légion du Cameroun (1940-1941)                                                   | | - Campagne du Gabon                                                                                                 |
| Bataillon de marche antillais no 1 (1942-1943)        | Bataillon de marche antillais no 1 (1942-1943)                                   | Devient 21e groupe antillais de défense contre avions en octobre 1943. | aucune avant mai 1943                                                                                               |
| 21e compagnie nord-africaine (1941-1943)              |                                                                                  | Forme la compagnie antichar no 2 en mars 1943. | - Guerre du Désert                                                                                                  |
| 22e compagnie nord-africaine                          |                                                                                  | Devient 22e bataillon de marche nord-africain en juillet 1943. | - Guerre du Désert (Bir Hakeim)                                                                                     |
| 23e compagnie nord-africaine                          |                                                                                  | Forme la compagnie antichar no 2 en mars 1943. | - Guerre du Désert                                                                                                  |
| 24e compagnie nord-africaine (1942-1944)              | Groupement nord-africain (1941-1942)                                             | | - Guerre du Désert                                                                                                  |
| 24e compagnie nord-africaine (1942-1944)              | 24e compagnie nord-africaine (1942-1944)                                         | Forme le groupement nord-africain du Levant en mai 1944 | |